# Kisújlak (Románia)
Kisújlak (románul Podenii) falu Romániában, Beszterce-Naszód megyében. Közigazgatásilag Mezőörményes községhez tartozik.
A községközpont Mezőörményestől mintegy 12 kilométerre található.
Az 1950-es évekig Mezőújlak része volt. Az 1956-os népszámláláskor már külön faluként szerepelt 100 lakossal. 1966-ban 110, 1977-ben 78, 1992-ben 22, 2002-ben 18 lakosa volt, mind románok.